# Jochen Schmidt (Tanzkritiker)

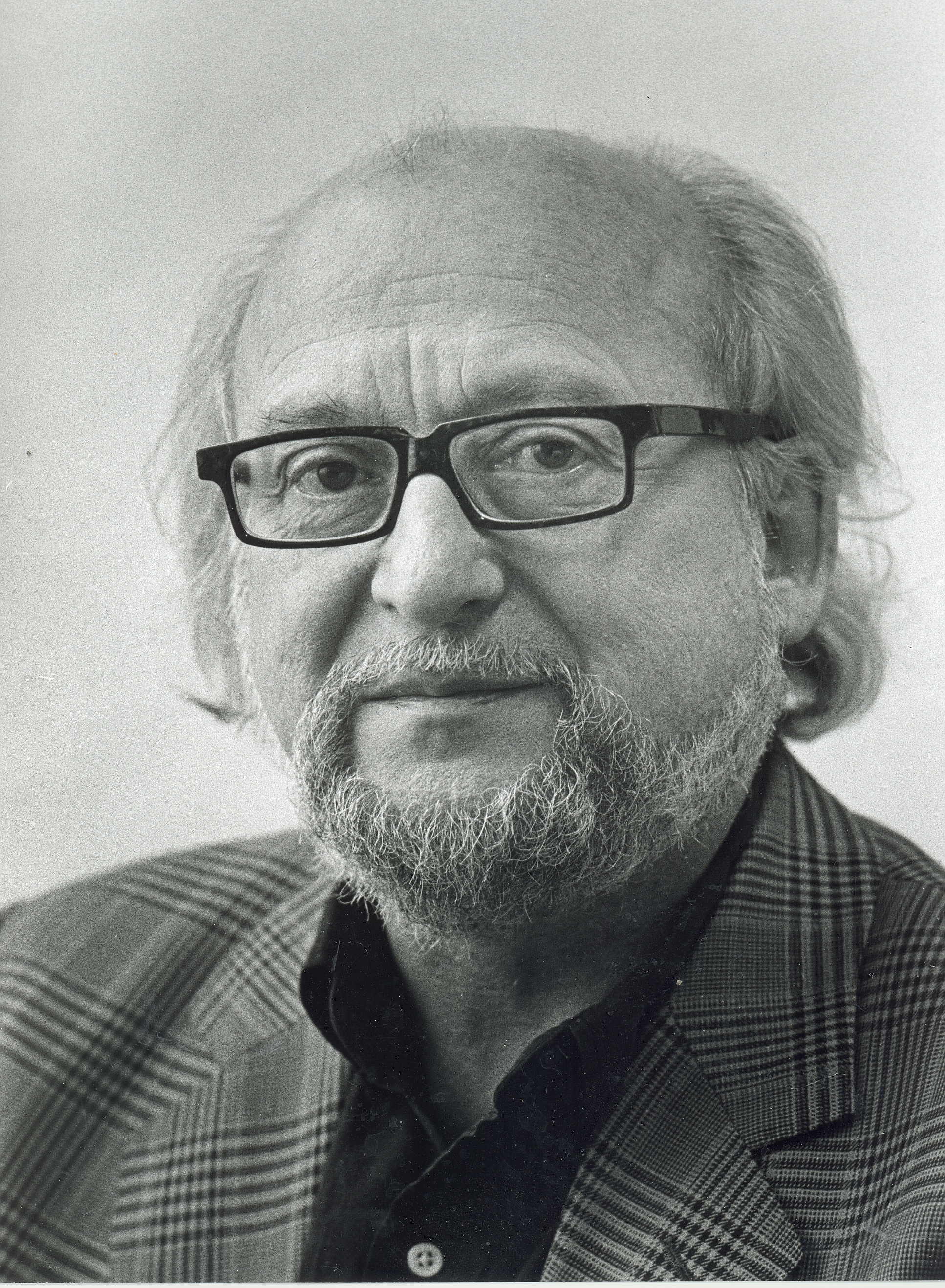
Journalist und Tanzkritiker Jochen Schmidt (2010)

Jochen Schmidt (* 22. September 1936; † 10. Oktober 2010 in Düsseldorf) war ein deutscher Publizist und Tanztheater-Experte. Bekannt wurde er durch über 30 Jahre Kritiker-Tätigkeit in der FAZ sowie mehrere Sachbücher über den Tanz und den Kriminalroman.

## Leben und Schaffen
Von 1968 bis 2003 schrieb er als Kritiker Tanztheater-Besprechungen in der Frankfurter Allgemeinen Zeitung. Den Choreografien von Johann Kresnik, Susanne Linke, Reinhild Hoffmann und Gerhard Bohner war er ständiger Wegbegleiter. Die Choreographen Hans van Manen und Martin Schläpfer förderte Schmidt ebenso wie Henrietta Horn oder Daniel Goldin.
Seine besondere Hochachtung galt dem Tanztheater Wuppertal. Jochen Schmidt war ein aufmerksamer und seismografischer Beobachter der Werke von Pina Bausch. Mit ihr teilte er die Auffassung, dass Kunst und Leben eng miteinander verbunden sein sollten. Im Jahr 1998 erschien seine Biografie Tanzen gegen die Angst. Pina Bausch, in der er seine Kenntnisse und Beobachtungen zu ihrem Leben und Schaffen zusammenfasste.
Von 1984 bis 1994 war Schmidt Leiter des Tanzfestivals Nordrhein-Westfalen. Von 2003 bis August 2010 rezensierte er Tanztheater-Veranstaltungen für die Tageszeitung Die Welt.
In seinem 448 Seiten starken „Opus magnum“ Tanzgeschichte des zwanzigsten Jahrhunderts in einem Band vertrat Schmidt die Auffassung, es sei „naheliegend, das 20. Jahrhundert weniger als das Jahrhundert der Tänzer denn als jenes der Choreographen zu sehen“. Daher bietet das detailreiche Sachbuch nach einer kurzen historischen Einleitung überwiegend Porträts von bedeutenden Tanzregisseuren. Die Biografien samt Werkbeschreibungen ordnete Schmidt insgesamt 22 thematischen Kapiteln zu, zu denen er die historischen, kulturellen, geographischen und ästhetischen Informationen hinzufügte. Die Fotos allerdings seien „oft veraltet oder wenig aussagekräftig“, bemängelte der NZZ-Rezensent.
Der Schwerpunkt seiner Besprechungen war – wie der Autor selber anmerkte – eher eurozentrisch oder zumindest westlich. Doch blieb sein Blick keineswegs darauf beschränkt. Das Buch enthält etwa auch ein Porträt der bedeutendsten indischen Erneuerin des Tanzes Chandralekha. Während er gegenüber bekannten Tanzkunst-Exponenten wie Anne Teresa de Keersmaeker oder William Forsythe kühl blieb, besprach er begeistert die von asiatischer Harmonie und Schönheit erfüllten Stücke des Taiwaners Lin Hwai-Minh.
Jochen Schmidt war auch ein interessierter Leser von Kriminalliteratur, rezensierte seit Beginn der 1960er Kriminalromane für die FAZ, die Basler Zeitung, die Zeitschrift Brigitte, den Südwestfunk und Radio Bremen. Er verfasste eine Typengeschichte des Kriminalromans und war Mitglied der Jury der KrimiWelt-Bestenliste.
Schmidts Gesundheitszustand hatte sich in den letzten Monaten kontinuierlich verschlechtert. Daher stellte er im August 2010 mit einem Brief an „Die Welt“ seine Reise- und Kritiker-Tätigkeit ein. Sein tanzbezüglicher Nachlass befindet sich im Deutschen Tanzarchiv Köln.

## Schriften
Monographien:
- Tanzgeschichte des zwanzigsten Jahrhunderts in einem Band. Mit 101 Choreographenporträts. Henschel, Berlin 2002, ISBN 3-89487-430-9[3]
- Tanzen gegen die Angst. Pina Bausch. Biografie. Econ und List, München 1998, ISBN 3-612-26513-X. 4. Auflage. 2002, ISBN 3-548-60259-2.
- Isadora Duncan: „Ich sehe Amerika tanzen“ List, München 2000, ISBN 3-612-65051-3.
- Tanztheater in Deutschland Propyläen-Verlag, Frankfurt am Main 1992, ISBN 3-549-05206-5.
- Gangster, Opfer, Detektive. Eine Typengeschichte des Kriminalromans. Ullstein, Frankfurt am Main 1989, ISBN 3-548-34488-7.

Herausgeberschaft:
- mit Hans-Dieter Dyroff: Tanzkultur in der Bundesrepublik Deutschland: zu Überlieferung und aktueller Situation. Dt. Unesco-Kommission, Bonn 1990, ISBN 3-927907-03-0.